# Hymenochirus feae
Hymenochirus feae, tiếng Anh thường gọi là Gaboon Dwarf Clawed Frog, là một loài ếch thuộc họ Pipidae.
Đây là loài đặc hữu của Gabon.
Môi trường sống tự nhiên của chúng là rừng ẩm vùng đất thấp nhiệt đới hoặc cận nhiệt đới, sông ngòi, hồ nước ngọt có nước theo mùa, và đầm nước ngọt có nước theo mùa.